# CoRoT-7 b

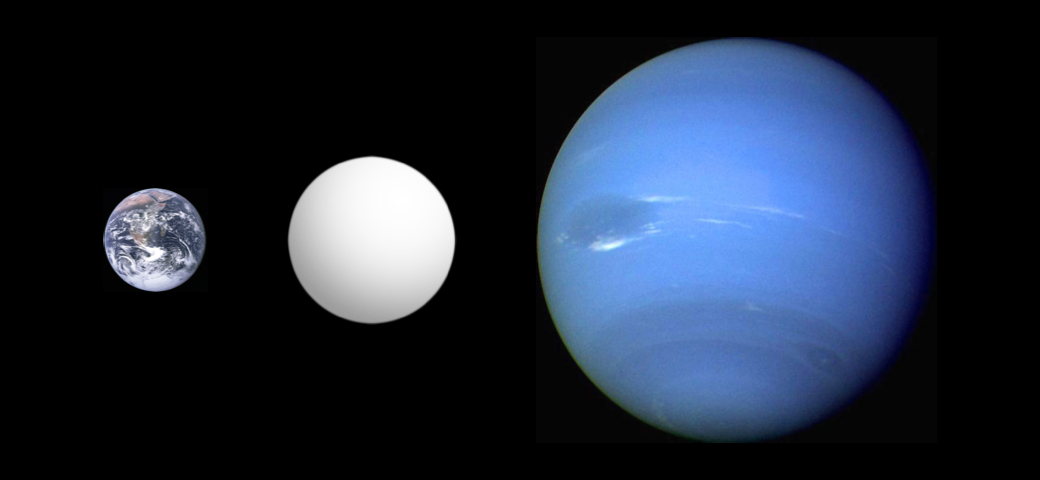
Größenvergleich: Erde, CoRot-7b und Neptun

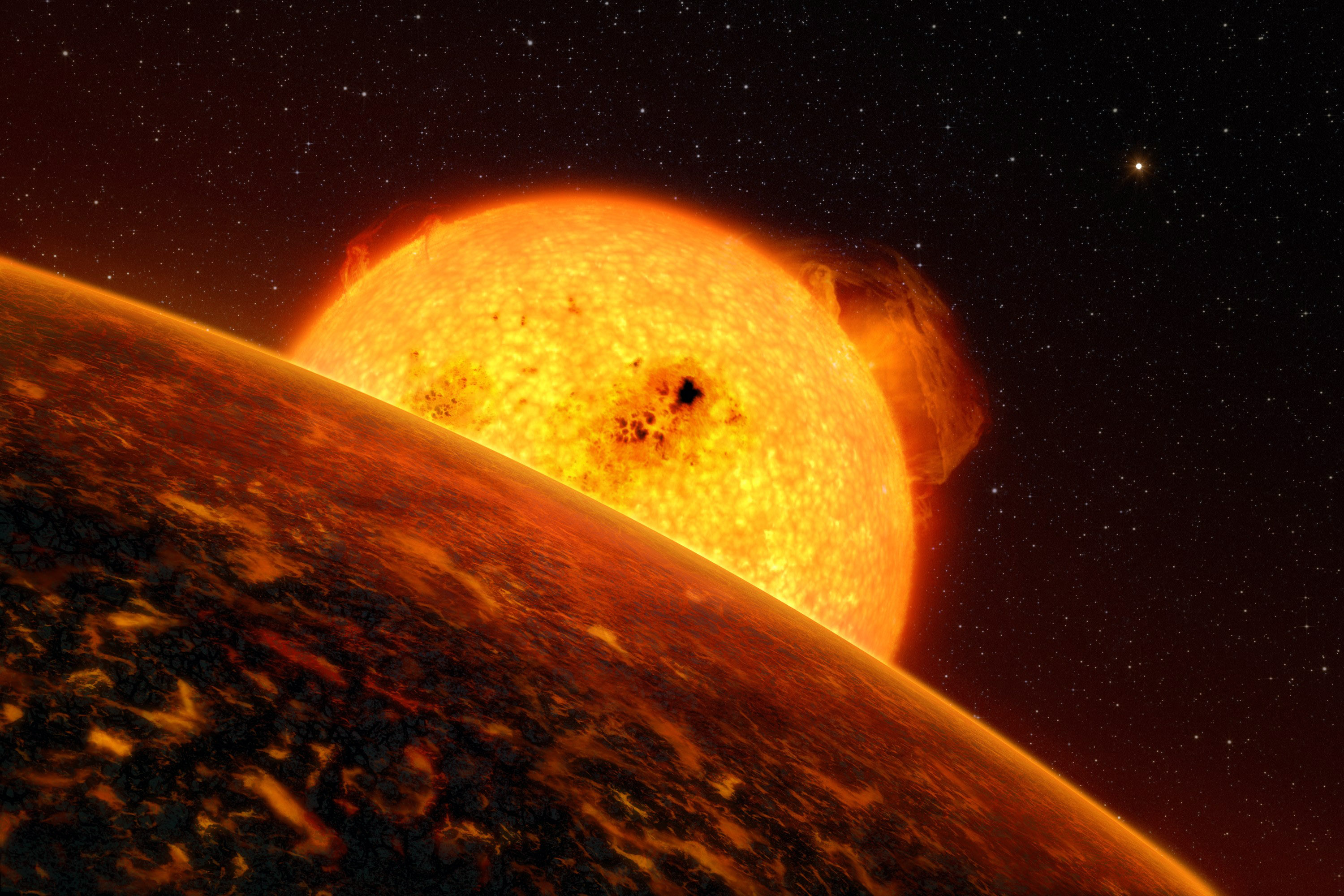
Künstlerische Darstellung von CoRot-7b

CoRoT-7 b, früher CoRoT-Exo-7 b genannt, ist die Bezeichnung eines Exoplaneten im Sternbild Einhorn. Mit einem Durchmesser von etwa 20.000 Kilometer gehörte er bei seiner Entdeckung 2009 zu den kleinsten bekannten Exoplaneten. CoRoT-7 b ist ein Ultrakurzperiodischer Planet.

## Eigenschaften
CoRoT-7 b hat einen Durchmesser von etwa 20.000 Kilometern (ca. 1,7 Erddurchmesser bzw. ca. 0,136 Jupiterdurchmesser) und wurde im Januar 2009 als siebenter Exoplaneten-Kandidat mit Hilfe des Weltraumteleskops CoRoT entdeckt.
Der Planet ist von der Erde etwa 150 Parsec (etwa 490 Lichtjahre) entfernt und begleitet seinen Zentralstern CoRoT-7 in einer Entfernung von etwa 2,55 Millionen Kilometer (ca. 0,017 AE). Für einen Umlauf um seinen Stern benötigt der Exoplanet nur etwa 20 Stunden.
Nachdem die Masse von CoRoT-7 b zunächst auf etwa 11 Erdmassen (ca. 0,035 MJ) geschätzt wurde, erbrachten genauere Messungen (unter der Beteiligung der Thüringer Landessternwarte) unter Berücksichtigung des neu entdeckten Nachbarplaneten CoRoT-7 c, dass CoRoT-7 b mit 4,8 Erdmassen einer der masseärmsten entdeckten Exoplaneten war. Da auch der Durchmesser von CoRoT-7 b relativ klein ist, wird er zu den sogenannten Supererden gezählt.
Die Oberflächentemperatur beträgt Schätzungen zufolge wegen der geringen Entfernung zum Zentralstern über 1300 Kelvin (~1000 Grad Celsius). Die Atmosphäre besteht laut einer Simulation der Washington University in St. Louis vor allem aus Natrium, Kalium, Siliziummonoxid und Sauerstoff. Einen geringeren Anteil machen Bestandteile des durch die große Hitze verdampften Gesteins aus: Magnesium, Aluminium, Kalzium und Eisen. Es wird vermutet, dass diese Stoffe in höheren Atmosphärenschichten kondensieren und es auf CoRoT-7b daher Kieselsteine „regnet“.

## Der Zentralstern
Der Stern CoRoT-7 ist ein Hauptreihenstern des Spektraltyps K0 mit einer scheinbaren Helligkeit von 11,7 Magnituden. Mit einer Oberflächentemperatur von etwa 5300 Kelvin ist er der Sonne ähnlich.